# 沼田郵便局
沼田郵便局（ぬまたゆうびんきょく）
- 群馬県沼田市にある郵便局。本記事にて記述する。
- 北海道雨竜郡沼田町にある郵便局。局番号は97017。

沼田郵便局（ぬまたゆうびんきょく）は群馬県沼田市にある郵便局。民営化前の分類では集配普通郵便局であった。

## 概要
住所：〒378-8799 群馬県沼田市西倉内町819

### 分室
分室はなし。過去に存在した分室は以下のとおり。
- 保険分室 - 1958年（昭和33年）に廃止。簡易生命保険および郵便年金のみ取扱。

## 沿革
- 1872年（明治5年） - 沼田郵便取扱所として開設[1]。
- 1873年（明治6年）2月9日 - 沼田郵便役所となる。
- 1875年（明治8年）1月1日 - 沼田郵便局（四等）となる。同年、為替取扱を開始。
- 1879年（明治12年）6月 - 貯金取扱を開始。
- 1893年（明治26年）3月1日 - 沼田郵便電信局となる。
- 1903年（明治36年）4月1日 - 通信官署官制の施行に伴い沼田郵便局となる。
- 1949年（昭和24年）8月1日 - 保険分室を、利根郡沼田町滝棚に設置[2]。
- 1956年（昭和31年）11月1日 - 電話通話および和文電報受付事務の取扱を開始。
- 1958年（昭和33年）4月1日 - 保険分室を廃止。
- 1965年（昭和40年）10月 - 局舎新築落成。
- 1992年（平成4年）10月25日 - 川田郵便局の廃止に伴い、取扱事務を承継。
- 1998年（平成10年）9月1日 - 外国通貨の両替および旅行小切手の売買に関する業務取扱を開始。
- 2007年（平成19年）10月1日 - 民営化に伴い、併設された郵便事業沼田支店に一部業務を移管。
- 2012年（平成24年）10月1日 - 日本郵便株式会社発足に伴い、郵便事業沼田支店を沼田郵便局に統合。

## 取扱内容
- 郵便、印紙、ゆうパック、内容証明
- 貯金、為替、振替、振込、国際送金、国債、投資信託
- 生命保険、バイク自賠責保険、自動車保険
- ゆうちょ銀行ATM
- 「378-00xx」区域（沼田市（合併以前からの沼田市域））の集配業務
- ゆうゆう窓口

## 周辺
- 沼田市役所
- 沼田市立図書館
- 国道120号

## アクセス
- JR上越線 沼田駅から徒歩約16分
- 関越交通バス 沼田局前停留所下車
- 関越自動車道 沼田ICから南西へ約3km
- 駐車場あり：14台